# Prise du Fort Ticonderoga
Guerre d'indépendance des États-Unis
Batailles
La prise du Fort Ticonderoga est un événement du début de la guerre d'indépendance américaine ; le 10 mai 1775, les colonels Ethan Allen et Benedict Arnold s'emparent du Fort Ticonderoga, dans l'État de New York, qui était aux mains des Britanniques. Les canons pris après la bataille seront utilisés lors du siège de Boston (1775-1776).

## Contexte
En 1775, la position de Fort Ticonderoga n'apparaît pas aussi importante du point de vue stratégique qu'elle ne l'a été durant la guerre de la Conquête, quand les Français l'ont fameusement défendu contre une force britannique beaucoup plus importante lors de la bataille de Fort Carillon en 1758, avant sa capture par les Britanniques l'année suivante. Après le Traité de Paris de 1763, dans lequel les Français cèdent aux Britanniques certains de leurs territoires en Amérique du Nord, le fort n'est plus à la frontière de deux grands empires et ne garde plus la principale voie navigable entre eux deux. Les Français ont de plus fait sauter la poudrière du fort lorsqu'ils l'ont abandonné, et il s'est délabré depuis lors. 
En 1775, il n'est occupé que par un petit détachement du 26e Regiment of Foot, composé de deux officiers et quarante-six hommes, dont nombre d'« invalides » (des soldats avec un service limité à cause d'invalidités ou de maladie). Vingt-cinq femmes et enfants y vivent également. À cause de son importance passée, Fort Ticonderoga a toujours une haute réputation comme la « porte d'entrée du continent » ou le « Gibraltar d'Amérique », mais en 1775, il est d'après l'historien Christopher Ward, « davantage un village reculé qu'un fort. »
Avant même les premiers échanges de tirs dans la guerre d'indépendance américaine, les patriotes américains étaient intéressés par Fort Ticonderoga. Le fort est un atout précieux pour plusieurs raisons. Dans ses murs se trouve un ensemble de pièces d'artillerie lourde incluant des canons, des obusiers et des mortiers, des types d'armement qui manquent aux Américains,. Le fort est situé sur les rives du lac Champlain, une route d'importance stratégique entre les Treize colonies et les Provinces du nord contrôlées par les Britanniques. Les forces britanniques qui y sont stationnées pourraient exposer les forces coloniales de Boston à une attaque par l'arrière. Après que la guerre a commencé avec les batailles de Lexington et Concord le 19 avril 1775, le général britannique Thomas Gage se rend compte que le fort aurait besoin d'être fortifié, et plusieurs colons ont l'idée de capturer le fort.
Gage, écrivant de la ville assiégée de Boston à la suite des batailles de Lexington et Concord, demande au gouverneur du Québec, le général Guy Carleton, de réhabiliter et de refortifier les forts de Ticonderoga et Crown Point. Carleton ne reçoit pas cette lettre avant le 19 mai, bien après que le fort a été capturé.
Benedict Arnold s'est fréquemment rendu dans la région autour du fort et connaît son état, ses hommes et son armement. En route pour Boston à la suite des nouvelles des événements du 19 avril, il mentionne le fort et son état aux membres de la milice de Silas Deane. Le comité de liaison du Connecticut agit sur la base de cette information ; de l'argent est « emprunté » des coffres de la province et des recruteurs sont envoyés dans le nord-ouest du Connecticut, l'ouest du Massachusetts et dans les New Hampshire Grants (actuel Vermont) pour rassembler des volontaires pour une attaque du fort.
Lorsque Arnold arrive à l'extérieur de Boston, il parle au comité de sécurité du Massachusetts des canons et des autres équipements militaires présents au fort faiblement défendu. Le 3 mai, le comité donne à Arnold une commission de colonel et l'autorise à mener une « mission secrète », qui consiste à capturer le fort. Il reçoit 100 £, de la poudre, des munitions et des chevaux et est chargé de recruter jusqu'à 400 hommes, marcher sur le fort et ramener au Massachusetts tout ce qu'il pense pouvoir être utile.

## Rassemblement des forces coloniales

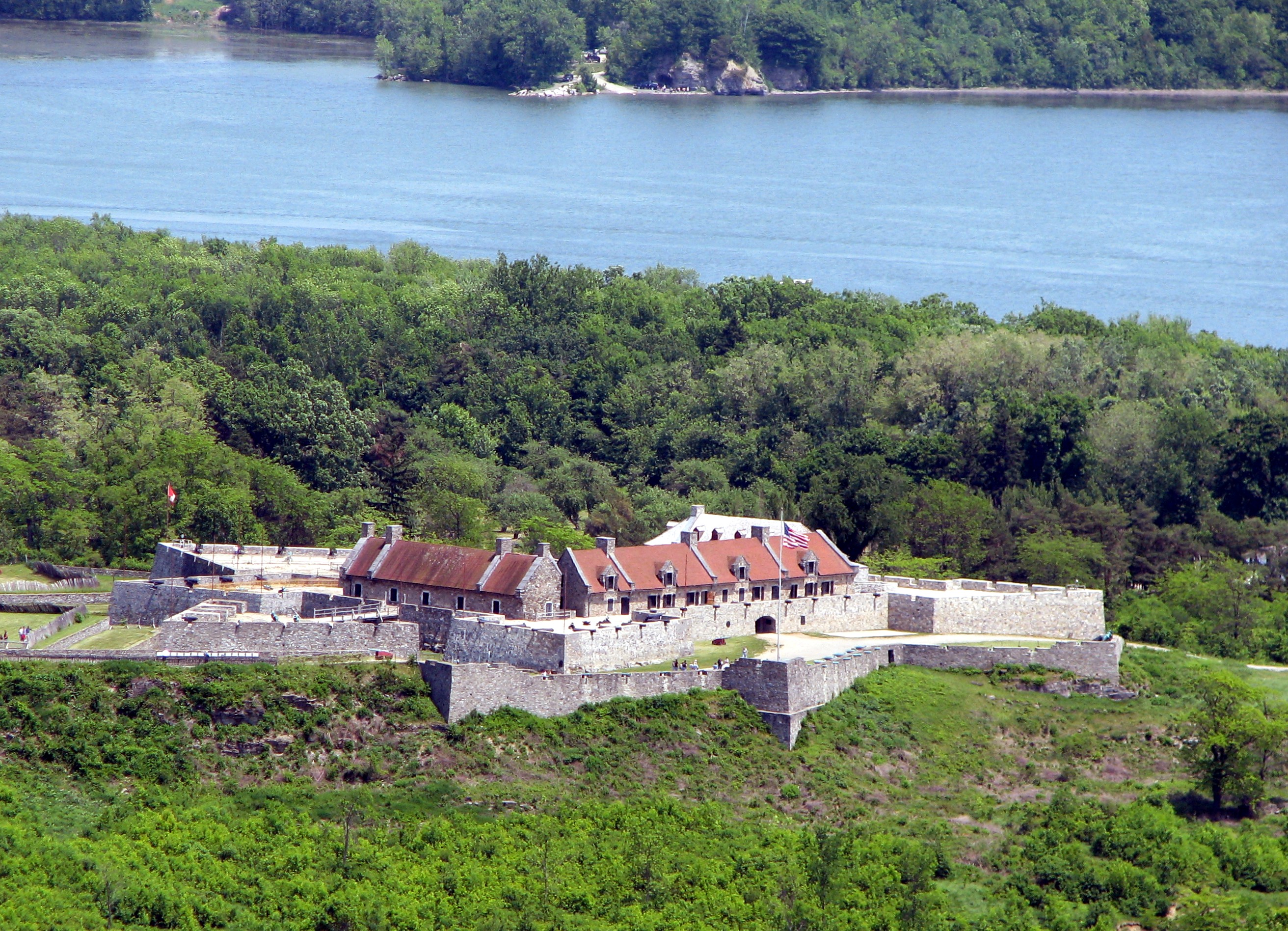
Fort Ticonderoga depuis Mount Defiance.

Arnold part immédiatement après avoir reçu ses instructions. Il est accompagné par deux capitaines, Eleazer Oswald et Jonathan Brown, qui sont chargés de recruter les hommes nécessaires. Arnold atteint la frontière entre le Massachusetts et les Grants le 6 mai, où il prend connaissance des efforts de recrutement du comité du Connecticut et apprend qu'Ethan Allen et les Green Mountain Boys sont déjà en route vers le nord. Chevauchant furieusement vers le nord, il arrive au quartier général d'Allen à Bennington le lendemain. À son arrivée, Arnold est informé qu'Allen est à Castleton, à 80 km au nord, attendant des provisions et davantage d'hommes. Il est également prévenu que, bien que la démarche d'Allen n'a pas de valeur officielle, il est fort probable que ses hommes ne veuillent servir sous quiconque d'autre. Partant de bonne heure le lendemain, Arnold arrive à Castleton à temps pour participer à un conseil de guerre, où il plaide pour mener l'expédition sur la base de son autorisation officielle d'agir du comité du Massachusetts.
La force qu'Allen a rassemblée à Castleton inclut à peu près 100 Green Mountain Boys, environ 40 hommes réunis par James Easton et John Brown à Pittsfield, et 20 hommes supplémentaires du Connecticut. Allen est élu colonel, avec Easton et Seth Warner pour lieutenants. Lorsque Arnold arrive sur place, Samuel Herrick a déjà été envoyé à Skenesboro et Asa Douglas à Panton avec des détachements afin de sécuriser les bateaux. Le capitaine Noah Phelps, membre du « comité de guerre pour l'expédition contre Ticonderoga et Crown Point », a été reconnaître le fort déguisé en colporteur cherchant un rasoir. Il vit que les murs du fort étaient délabrés, apprit du commandant de la garnison que la poudre des soldats était humide, et qu'ils attendaient des renforts à tout moment,. Il rapporte ces renseignements à Allen, à la suite de quoi ils planifient un assaut à l'aube.
De nombreux Green Mountain Boys s'opposent au souhait de commandement d'Arnold, soutenant qu'ils préfèrent rentrer chez eux plutôt que de servir sous quiconque d'autre qu'Ethan Allen. Arnold et Allen parviennent à s'arranger, mais il n'existe aucune preuve écrite concernant l'accord. D'après Arnold, il lui a été donné un commandement conjoint de l'opération. Certains historiens ont soutenu l'affirmation d'Arnold, tandis que d'autres suggèrent qu'il lui a simplement été donné le droit de marcher aux côtés d'Allen.